# 米紙 (印刷)
米紙是印刷雜誌刊物的主要紙品之一，相對於報紙紙品，印刷用米紙可以印出色彩圖片，有光澤，細部清晰，不會化油墨。